# Årets komet (fotboll)
Årets komet var ett svenskt fotbollspris. Det delades ut av tidningen Svensk Fotboll i samarbete med Canal+.

## Vinnare
- 1993 - Henrik Larsson
- 1994 - Jesper Blomqvist
- 1995 - Andreas Andersson
- 1996 - Marino Rahmberg
- 1997 - Christer Mattiasson
- 1998 - Hasse Berggren
- 1999 - Andreas Isaksson
- 2000 - Kim Källström
- 2001 - Zlatan Ibrahimović
- 2002 - Alexander Farnerud

## Källa
- Svenska fans 24 oktober 2002, läst 24 december 2012